# Ewiges Deutschland
Die Buchserie Ewiges Deutschland wurde in den Jahren 1938 bis 1943 durch das Winterhilfswerk des Deutschen Volkes auf Weisung von Joseph Goebbels herausgegeben. Die Bücher waren im Dritten Reich weit verbreitet und ein zentrales Element der nationalsozialistischen Propaganda.

## Verbreitung und Ausgaben

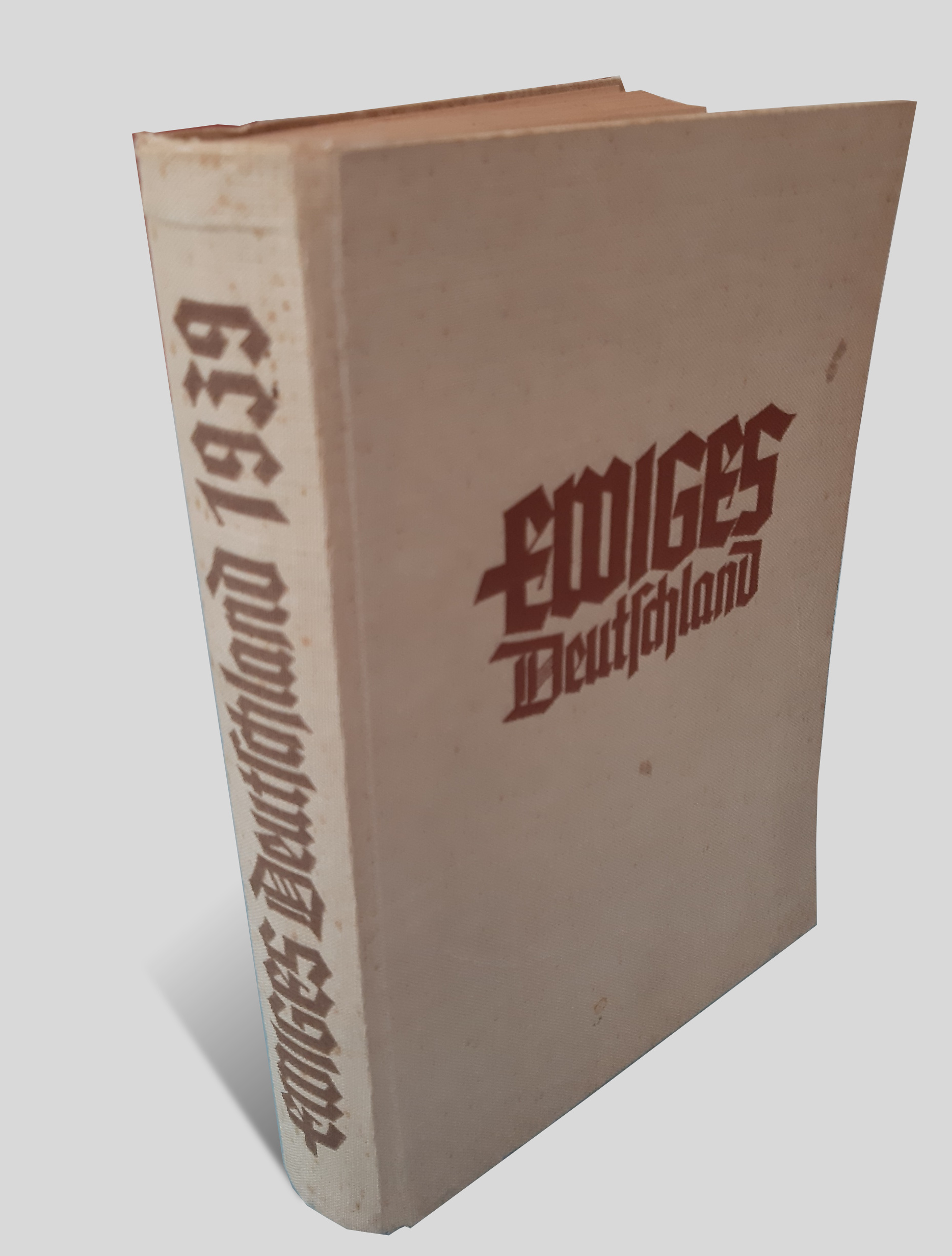
Ewiges Deutschland. In Leinen gebundene Ausgabe von Weihnachten 1938 (für das Jahr 1939). Verlag Georg Westermann, 352 Seiten.

Die erste Ausgabe erschien Weihnachten 1938 unter dem Titel Ewiges Deutschland: Ein Deutsches Hausbuch. Das Buch wurde in einer Auflage von zwei Millionen Exemplaren kostenfrei als „Weihnachtsgabe“ an Bedürftige verteilt. Darüber hinaus war das Werk auch im Buchhandel erhältlich.
In den folgenden Jahren erschienen im Verlag Georg Westermann „mindestens vier Ausgaben“. Ab 1943, nachdem sich das Kriegsgeschehen gewendet hatte, wurde der Haupttitel Ewiges Deutschland gestrichen und der Untertitel als Das deutsche Hausbuch hervorgehoben, die Publikation wurde vom Westermannverlag auf den Zentralverlag der NSDAP umgelegt.

## Inhalt und Konzept
Jede Ausgabe beinhaltete ein Vorwort von Goebbels, welches an die aktuelle politische Lage und das Kriegsgeschehen angepasst wurde.
Der Rest der Bücher war stets in zwölf Kapitel gegliedert, welche thematisch grob den zwölf Monaten des Jahres entsprachen. Die Kapitel an sich hatten den Charakter einer Sammlung bzw. Anthologie und beinhalteten neben Zeichnungen und Holzschnitten (unter anderem von Ernst von Dombrowski) verschiedenste Autoren und Textsorten, darunter Ausschnitte aus Büchern, Erzählungen, Märchen, Lieder, Gedichte, Gebete, Briefe (oft den Krieg glorifizierende Feldpost), Ansprachen und Reden sowie Zitate und Aphorismen, die „vom Mittelalter bis zur Gegenwart und von den Brüdern Grimm bis Adolf Hitler reichten“. Die Auswahl ist bemüht, ein breites Spektrum an Adressaten abzudecken, es finden sich insbesondere auch an Kinder gerichtete Abenteuergeschichten. Der Historiker Reinhard Wittmann spricht von einer „Mischung von Hölderlin bis Hitler, von Rilke bis zu Gerhard Schumanns Führervergötzung.“
Das Werk sollte eine zentrale Stellung in jedem deutschen Haushalt einnehmen und die Familien einer „Familienbibel“ gleich durch das Jahr begleiten. Die Bedeutung, die die nationalsozialistische Führung dem Buch zumaß, wird auch daraus ersichtlich, dass es ab 1943 trotz kriegsbedingten Rohstoffmangels in Farbe gedruckt wurde.
Während die ersten Ausgaben als Schriftsatz noch die Fraktur verwenden, nutzen spätere Ausgaben die Antiqua. Der ab etwa 1940/41 offiziell vollzogene Umschwung zugunsten der Antiqua (siehe hier) wird somit auch an diesem Werk deutlich.

## Autoren (Auswahl)
Die folgenden Autoren sind mit mindestens einem Beitrag (in vielen Fällen allerdings auch mehrfach) in der 1939 Erstausgabe von Ewiges Deutschland vertreten:
| - Ernst Moritz Arndt - Margarete zur Bentlage - Bruno Brehm - Hans Carossa - Simon Dach - Annette von Droste-Hülshoff - Dietrich Eckart - Joseph von Eichendorff | - Johann Gottlieb Fichte - Theodor Fontane - Johann Wolfgang von Goethe - Brüder Grimm - Adolf Hitler - Gottfried Keller - Detlev von Liliencron - Hermann Löns | - Agnes Miegel - Eduard Mörike - Wilhelm Pleyer - Gottfried Rothacker - Wilhelm Schäfer (Schriftsteller) - Baldur von Schirach - Ina Seidel | - Theodor Storm - Emil Strauß - Thilo von Trotha (NS-Funktionär) - Ludwig Uhland - Walther von der Vogelweide - Josef Weinheber - Christoph Wieprecht - August Winnig |

## Nach 1945
Die Veröffentlichung der Bücher im Westermannverlag wurde nach Kriegsende sehr kritisch bewertet: „Tiefer hat sich wohl kein »bürgerlicher« Verlag ins braune Revier begeben“, urteilt Reinhard Wittmann. Das Konzept der Werke wurde vom Herausgeber nichtsdestotrotz für den C. Bertelsmann Verlag fortgeführt unter dem Titel Unvergängliches Abendland – Ein Hausbuch Europäischer Dichtung.
Aufgrund der ehemals weiten Verbreitung ist das Buch noch immer relativ häufig anzutreffen (beispielsweise in Antiquariaten und auf Flohmärkten) und ein gängiges Militaria-Sammlerstück.